# Otacilia
Otacilia – rodzaj pająków z rodziny Phrurolithidae.
Rodzaj ten wprowadzony został w 1897 roku przez Tamerlana Thorella. Umieszczany był w obniżowatych (Liocranidae), w 2005 przeniesiony do Corinnidae, a w 2014 trafił do Phrurolithidae.
Pająki te mają golenie dwóch początkowych par odnóży z 6–8 parami kolców brzusznych, przy czym na tych pierwszej pary liczba kolców tylno-brzusznych jest o jeden większa niż przednio-brzusznych, a na tych drugiej pary odwrotnie. Nadstopia dwóch początkowych par odnóży mają 3–4 pary kolców brzusznych, przy czym liczba kolców przednio-brzusznych jest o jeden większa niż tylno-brzusznych. Na przedniej stronie szczękoczułków występują dwie, rzadko jedna szczecinka. Samice mają wulwę z parą przezroczystych torebek kopulacyjnych w części przedniej i parą zesklerotyzowanych spermatek w części tylnej. Samce mają nogogłaszczki z brzuszną apofizą lub guzkiem na udzie oraz igłowatym lub haczykowatym embolusem. Konduktor, jeśli występuje, jest dobrze rozwinięty i błoniasty.
Przedstawiciele rodzaju zasiedlają Azję Wschodnią i Południowo-Wschodnią, od Chin i Japonii po Moluki.
Należy tu 55 opisanych gatunków:

- Otacilia acuta Fu, Zhang et Zhang, 2016
- Otacilia ambon Deeleman-Reinhold, 2001
- Otacilia armatissima Thorell, 1897
- Otacilia aurita Fu, Zhang et Zhang, 2016
- Otacilia bawangling Fu, Zhang et Zhu, 2010
- Otacilia bicolor Jäger et Wunderlich, 2012
- Otacilia bifurcata Dankittipakul et Singtripop, 2014
- Otacilia christae Jäger et Wunderlich, 2012
- Otacilia curvata Jin, Fu, Yin et Zhang, 2016
- Otacilia digitata Fu, Zhang et Zhang, 2016
- Otacilia flexa Fu, Zhang et Zhang, 2016
- Otacilia forcipata Yang, Wang et Yang, 2013
- Otacilia foveata (Song, 1990)
- Otacilia fujiana Fu, Jin et Zhang, 2014
- Otacilia hengshan (Song, 1990)
- Otacilia hippocampa Jin, Fu, Yin et Zhang, 2016
- Otacilia jianfengling Fu, Zhang et Zhu, 2010
- Otacilia kao Jäger et Wunderlich, 2012
- Otacilia komurai (Yaginuma, 1952)
- Otacilia leibo Fu, Zhang et Zhang, 2016
- Otacilia limushan Fu, Zhang et Zhu, 2010
- Otacilia liupan Hu et Zhang, 2011
- Otacilia longituba Wang, Zhang et Zhang, 2012
- Otacilia loriot Jäger et Wunderlich, 2012
- Otacilia luna (Kamura, 1994)
- Otacilia luzonica (Simon, 1898)
- Otacilia lynx (Kamura, 1994)
- Otacilia microstoma Wang et al., 2015
- Otacilia mingsheng Yang, Wang et Yang, 2013
- Otacilia mira Fu, Zhang et Zhang, 2016
- Otacilia mustela Kamura, 2008
- Otacilia namkhan Jäger et Wunderlich, 2012
- Otacilia onoi Deeleman-Reinhold, 2001
- Otacilia ovata Fu, Zhang et Zhang, 2016
- Otacilia papilion Fu, Zhang et Zhang, 2016
- Otacilia papilla Dankittipakul et Singtripop, 2014
- Otacilia paracymbium Jäger et Wunderlich, 2012
- Otacilia parva Deeleman-Reinhold, 2001
- Otacilia pseudostella Fu, Jin et Zhang, 2014
- Otacilia pyriformis Fu, Zhang et Zhang, 2016
- Otacilia revoluta (Yin, Ubick, Bao et Xu, 2004)
- Otacilia simianshan Zhou, Wang et Zhang, 2013
- Otacilia sinifera Deeleman-Reinhold, 2001
- Otacilia songi Wang et al., 2015
- Otacilia stella Kamura, 2005
- Otacilia subliupan Wang et al., 2015
- Otacilia submicrostoma Jin, Fu, Yin et Zhang, 2016
- Otacilia taiwanica (Hayashi et Yoshida, 1993)
- Otacilia truncata Dankittipakul et Singtripop, 2014
- Otacilia vangvieng Jäger et Wunderlich, 2012
- Otacilia vulpes (Kamura, 2001)
- Otacilia yangi Zhang, Fu et Zhu, 2009
- Otacilia yangmingensis Jin, Fu, Yin et Zhang, 2016
- Otacilia zebra Deeleman-Reinhold, 2001
- Otacilia zhangi Fu, Jin et Zhang, 2014